# Mike McCormack

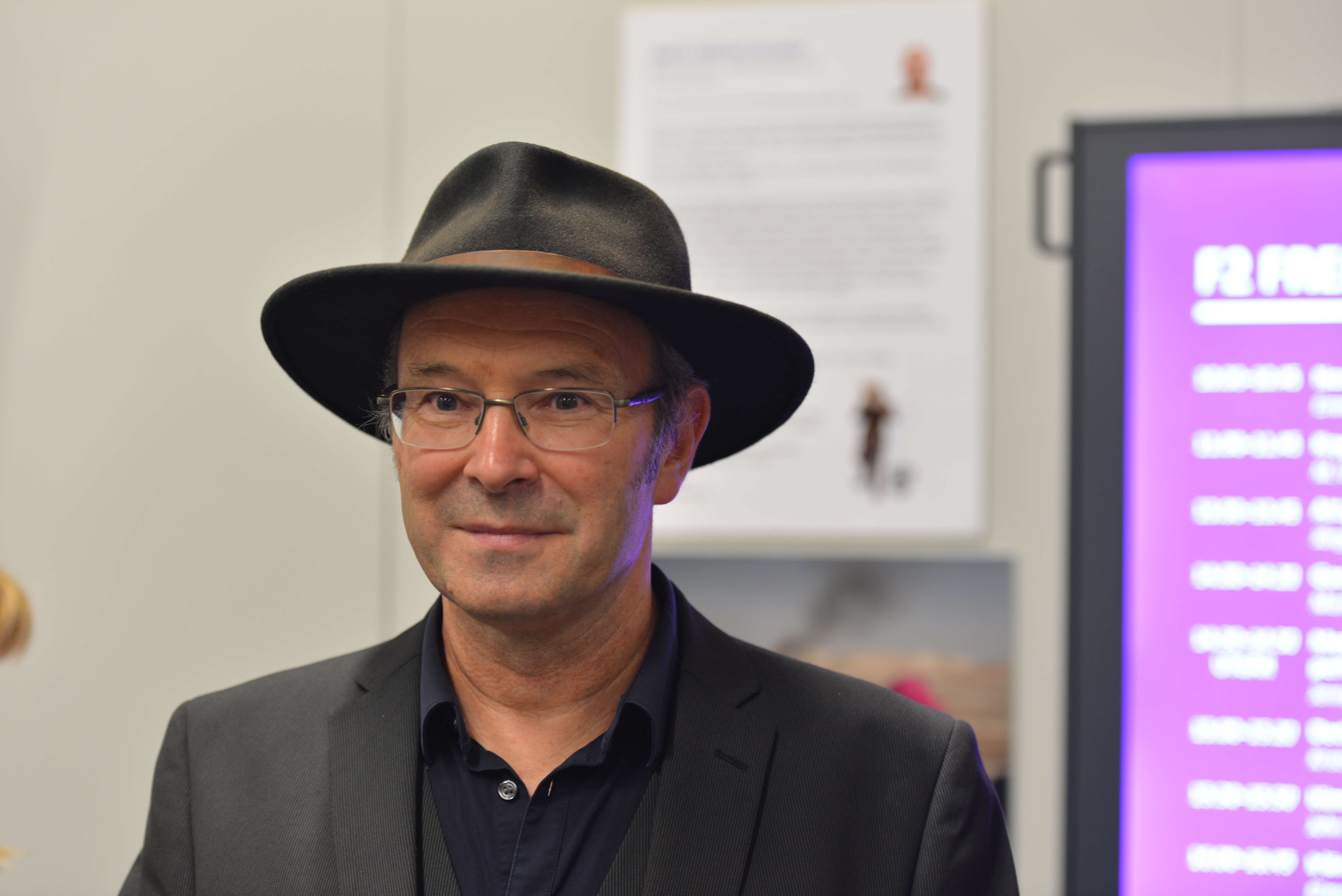
Mike McCormack innan ett seminarium på Bokmässan i Göteborg september 2017.

Mike McCormack, född 1965 i London i Storbritannien, är en irländsk författare. Hans berättelser är ofta förlagda till Mayo på västra Irland och är skrivna i en irländsk tradition som premierar ovanliga stilgrepp. Sedan debuten 1996 har han givit ut två novellsamlingar och tre romaner.

## Liv och gärning
Mike McCormack föddes i London av irländska föräldrar. Han växte delvis upp hos sin släkt på den irländska landsbygden innan familjen flyttade till kuststaden Louisburgh, i grevskapet Mayo på västra Irland, där merparten av hans berättelser utspelar sig.
Han bokdebuterade 1996 med en novellsamling som följdes av romanerna Crowe's requiem från 1998 och Notes from a coma från 2005. Den sistnämnda är en science fiction-berättelse om hur Europeiska unionen inför ett program där brottslingar försätts i koma i stället för att fängslas. Kritikern John Waters på The Irish Times kallade den 2010 för 00-talets bästa irländska roman. År 2012 kom en andra novellsamling, Forensic songs.
McCormacks nästföljande roman, Solar bones från 2016, innebar ett större genombrott. Romanen är berättad i en enda lång mening av spöket efter en ingenjör som reflekterar över tro, familj, politik, sex och döden. Romanen tilldelades Irländska bokpriset för bästa roman och det brittiska Goldsmithspriset. Den långlistades även till Bookerpriset.
McCormack skriver i en irländsk tradition som premierar det högkonceptuella och stilistiskt oprövade, företrädd av författare som James Joyce, Flann O'Brien och Samuel Beckett. Till hans influenser hör också Thomas Pynchon, J.G. Ballard, Martin Heidegger och Gabriel García Márquez. Ett återkommande ämne är teknologi.